# راسل بست
راسل بَسِت (انگلیسی: Russell Bassett؛ ‏ ۲۴ اکتبر ۱۸۴۵ – ۸ مهٔ ۱۹۱۸) بازیگر اهل ایالات متحده آمریکا بود.
از فیلم‌هایی که وی در آن‌ها نقش داشته‌است، می‌توان به یه جورایی عملیات نجات، جفت یک عقاب، چنین ملکه کوچکی، پشت‌صحنه و دیپلماسی اشاره نمود.